# AMD Am2900

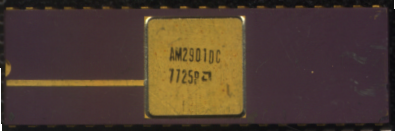
AMD Am2901 aritmeticko-logická jednotka

Am2900 je rodina 42 integrovaných obvodů, vyvinutých společností AMD v letech 1975 a později. Obvody pro řezový procesor využívající bipolární technologii byly navrženy jako modulární součásti, z nichž každá měla reprezentovat jiný aspekt řadiče (Computer Control Unit zkráceně CCU). Díky technologii bit slicing (doslova „krájení po bitech“) byly obvody řady 2900 schopny implementovat řídicí jednotky s daty, adresami a instrukcemi, jejichž bitová šířka mohla být jakýkoli násobek 4 bitů kaskádováním těchto obvodů. Jedním hlavním problémem s touto modulární technikou byl větší počet požadovaný obvodů, který by jinak zastal jeden procesor. Základním obvodem této série byla aritmeticko-logická jednotka Am2901, případně její novější revize. Mohla počítat s použitím 4 bitů a vykonávat binární operace a bitové posuny. Všechny čipy byly postaveny na nové třetí generaci TTL obvodů.
Kompatibilní čipy dále vyráběli společnosti Cypress Semiconductor, Motorola, National Semiconductor, NEC, Raytheon, Thomson, Signetics a USSR

## Popis série
Třetí generace TTL obvodů umožnila snížit cenu oproti první generaci, uvedené na trh v roce 1966, o více než 99 % (tedy na méně než jednu setinu) na jedno hradlo.

### Nasazení
Použití v průmyslu:
- Itek Advanced Technology Airborne Computer (ATAC) použil na Galileo a některých námořních letadlech. Později byly některý nahrazeny odolnějšími mikroprocesory řady Am2901.[2]
  - Parametry: 16 registrů, 16bitová šířka slova sestavena ze 4bitových mikroprocesorů řady Am2900, 4 speciální instrukce pro použití na Galileo

## Obvody série Am2900

### Řady

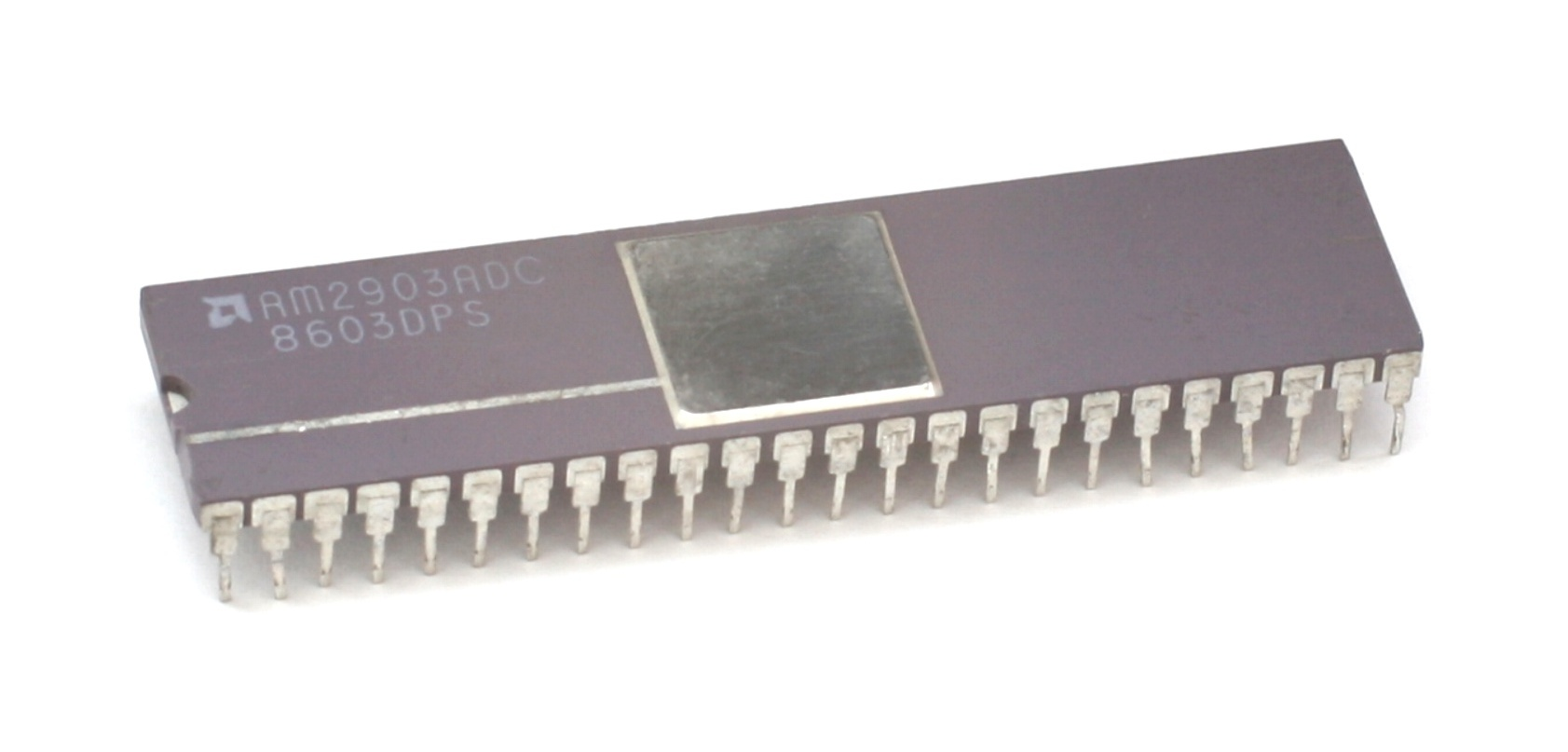
AMD Am2903: 4-Bit-Slice ALU

Seznam obvodů série Am2900:

Do rodiny patří i některé IO pojmenované ve tvaru Am29xxx a mnoho z těchto čipů mají číslo v sérii 7400, třeba jako 74F2960 pro čip Am2960.
- Am2901/A/B – 4bitová bit-slice ALU (4-bit bit-slice ALU)
- Am2902 – (Look-Ahead Carry Generator)
- Am2903 a Am29203 – (4-bit-slice ALU, with hardware multiply)
- Am2904 – (Status and Shift Control Unit)
- Am2905 – (Bus Transceiver)
- Am2906, Am2907 a Am2908 – (Bus Transceiver with Parity)
- Am2909/A a Am2911/A – (4-bit-slice address sequencer)
- Am2910 – (12-bit address sequencer)
- Am2912 – (Bus Transceiver)
- Am2913 – (Priority Interrupt Expander)
- Am2914 – (Priority Interrupt Controller)
- Am2915A, Am2916A a Am2917A – (Quad 3-State Bus Transceiver)
- Am2918 a Am29LS18 – (Instruction Register, Quad D Register)
- Am2919 – (Instruction Register, Quad Register)
- Am2920 – (Octal D-Type Flip-Flop)
- Am2921 – (1-to-8 Decoder)
- Am2922 – (8-Input Multiplexer (MUX))
- Am2923 – (8-Input MUX)
- Am2924 – (3-Line to 8-Line Decoder)
- Am2925 – Systémový generátor hodinového taktu a ovladač (System Clock Generator and Driver)
- Am2926 – (Schottky transistor 3-State Quad Bus Driver)
- Am2927 a Am2928 – (Quad 3-State Bus Transceiver)
- Am2929 – (Schottky 3-State Quad Bus Driver)
- Am2930 a Am2932 – Hlavní paměťový řadič (Main Memory Program Control)
- Am2940 – Hlavní generátor adresování paměti (Direct Memory Addressing (DMA) Generator)
- Am2942 – Programovatelný generátor času, DMA a Counter (Programmable Timer/Counter/DMA Generator)
- Am2946, Am2947, Am2948 a Am2949 – (Octal 3-State Bidirectional Bus Transceiver)
- Am2950 a Am2951 – (8-bit Bidirectional I/O Ports)
- Am2954 a Am2955 – (Octal Registers)
- Am2956 a Am2957 – (Octal Latches)
- Am2958 a Am2959 – (Octal Buffers/Line Drivers/Line Receivers)
- Am2960 – (Cascadable 16-Bit Error Detection and Correction Unit)
- Am2961 a Am2962 – (4-Bit Error Correction Multiple Buss Buffers)
- Am2964 – Dynamický řadič pamětí (Dynamic Memory Controller)
- Am2965 a Am2966 – (Octal Dynamic Memory Driver, Image)
- Am29112 - (Interruptable 8-Bit Microprogram Sequencer)
- Am29116 - (16-Bit Bipolar Microprogram Sequencer)
- Am29700 a Am29701 - (Non-Inverting Schottky 64-Bit Random Access Memories)
- Am29702 a Am29703 - (Schottky 64-Bit Random Accesss Memories)
- Am29705 - (16-Word by 4-Bit 2-Port RAM)
- Am29705A - (Improved Speech 2-Port RAM)
- Am29720 a Am29721 - (Low-Power Schottky 256-Bit Random Access Memories)
- Am29750 a Am29751A - (32-Word by 8-Bit PROMs)
- Am29760A a Am29761A - (256-Word by 4-Bit PROMs)
- Am29770 a Am29771 - (2048-Bit Generic Series Bipolar PROM)
- Am29774 a Am29775 - (4096-Bit Generic Series Bipolar PROM with Output Register)
- Am29803A - (16-Way Branch Control Unit)
- Am29811A - (Next Address Control Unit)

### Modely
Seznam modelů obvodů série Am2900:

#### AMD Am2901
| Řada:                            | AMD Am2901 - 4bitová bit-slice ALU (4-bit bit-slice ALU) | AMD Am2901 - 4bitová bit-slice ALU (4-bit bit-slice ALU) | AMD Am2901 - 4bitová bit-slice ALU (4-bit bit-slice ALU) | AMD Am2901 - 4bitová bit-slice ALU (4-bit bit-slice ALU) | AMD Am2901 - 4bitová bit-slice ALU (4-bit bit-slice ALU) | AMD Am2901 - 4bitová bit-slice ALU (4-bit bit-slice ALU) | AMD Am2901 - 4bitová bit-slice ALU (4-bit bit-slice ALU) | AMD Am2901 - 4bitová bit-slice ALU (4-bit bit-slice ALU) | AMD Am2901 - 4bitová bit-slice ALU (4-bit bit-slice ALU) | AMD Am2901 - 4bitová bit-slice ALU (4-bit bit-slice ALU) | AMD Am2901 - 4bitová bit-slice ALU (4-bit bit-slice ALU) | AMD Am2901 - 4bitová bit-slice ALU (4-bit bit-slice ALU) | AMD Am2901 - 4bitová bit-slice ALU (4-bit bit-slice ALU) |
| Model                            | Pouzdro                                                  | Plocha                                                   | Rozměry                                                  | Datová sběrnice                                          | Frekvence                                                | Napájení                                                 | Teploty                                                  | Spotřeba                                                 | Spotřeba                                                 | Vydáno                                                   | Typ výrobního procesu                                    | Trh                                                      | Poznámka                                                 |
| Model                            | Pouzdro                                                  | Plocha                                                   | Rozměry                                                  | Datová sběrnice                                          | Frekvence                                                | Napájení                                                 | Teploty                                                  | Průměrná                                                 | Maximální                                                | Vydáno                                                   | Typ výrobního procesu                                    | Trh                                                      | Poznámka                                                 |
| -------------------------------- | -------------------------------------------------------- | -------------------------------------------------------- | -------------------------------------------------------- | -------------------------------------------------------- | -------------------------------------------------------- | -------------------------------------------------------- | -------------------------------------------------------- | -------------------------------------------------------- | -------------------------------------------------------- | -------------------------------------------------------- | -------------------------------------------------------- | -------------------------------------------------------- | -------------------------------------------------------- |
| AMD AM2901DC                     | 40 pinové keramické DIP (CDIP-40)                        | 21,33 mm2                                                | 4,24 × 5,03 mm                                           | 4bitová                                                  |                                                          | 5 V ± 5%                                                 | 0 - 70 °C                                                | 0,8 W                                                    | 1,39 W                                                   | 1975                                                     |                                                          | OEM                                                      |                                                          |
| AMD AM2901DC-B                   | 40 pinové keramické DIP (CDIP-40)                        | 21,33 mm2                                                | 4,24 × 5,03 mm                                           | 4bitová                                                  |                                                          | 5 V ± 5%                                                 | 0 - 70 °C                                                | 0,8 W                                                    | 1,39 W                                                   | 1975                                                     |                                                          | OEM                                                      | Burn-in screening                                        |
| AMD AM2901PC                     |                                                          |                                                          |                                                          |                                                          |                                                          |                                                          |                                                          |                                                          |                                                          |                                                          |                                                          |                                                          |                                                          |
| AMD AM2901ADC                    | 40 pinové keramické DIP (CDIP-40)                        | 12,66 mm2                                                | 3,35 × 3,78 mm                                           | 4bitová                                                  |                                                          | 5 V ± 5%                                                 | 0 - 70 °C                                                | 0,8 W                                                    | 1,39 W                                                   |                                                          |                                                          | OEM                                                      |                                                          |
| AMD AM2901ADC-B                  | 40 pinové keramické DIP (CDIP-40)                        |                                                          |                                                          | 4bitová                                                  |                                                          | 5 V ± 10%                                                | 0 - 70 °C                                                | 0,8 W                                                    | 1,39 W                                                   |                                                          |                                                          | OEM                                                      | Burn-in screening                                        |
| AMD AM2901ADM                    | 40 pinové keramické DIP (CDIP-40)                        | 12,66 mm2                                                | 3,35 × 3,78 mm                                           | 4bitová                                                  |                                                          | 5 V ± 10%                                                | -55 - 125 °C                                             | 0,8 W                                                    | 1,54 W                                                   |                                                          |                                                          | OEM                                                      | standard MIL-STD-883, Class C screening                  |
| AMD AM2901ADM-B                  | 40 pinové keramické DIP (CDIP-40)                        |                                                          |                                                          | 4bitová                                                  |                                                          | 5 V ± 10%                                                | -55 - 125 °C                                             | 0,8 W                                                    | 1,54 W                                                   |                                                          |                                                          | OEM                                                      | standard MIL-STD-883, Class C screening                  |
| AMD AM2901AFM                    | 42 pinové flatpack                                       | 12,66 mm2                                                | 3,35 × 3,78 mm                                           | 4bitová                                                  |                                                          | 5 V ± 10%                                                | -55 - 125 °C                                             | 0,8 W                                                    | 1,54 W                                                   |                                                          |                                                          | OEM                                                      | standard MIL-STD-883, Class C screening                  |
| AMD AM2901AFM-B                  | 42 pinové flatpack                                       |                                                          |                                                          | 4bitová                                                  |                                                          | 5 V ± 10%                                                | -55 - 125 °C                                             | 0,8 W                                                    | 1,54 W                                                   |                                                          |                                                          | OEM                                                      | standard MIL-STD-883, Class C screening                  |
| AMD AM2901APC                    | 40 pinové keramické DIP (CDIP-40)                        |                                                          |                                                          | 4bitová                                                  |                                                          | 5 V ± 5%                                                 | 0 - 70 °C                                                | 0,8 W                                                    | 1,39 W                                                   |                                                          |                                                          | OEM                                                      |                                                          |
| AMD AM2901APC-B                  | 40 pinové keramické DIP (CDIP-40)                        |                                                          |                                                          | 4bitová                                                  |                                                          | 5 V ± 5%                                                 | 0 - 70 °C                                                | 0,8 W                                                    | 1,39 W                                                   |                                                          |                                                          | OEM                                                      | Burn-in screening                                        |
| AMD AM2901AXC                    | Dice                                                     | 12,66 mm2                                                | 3,35 × 3,78 mm                                           | 4bitová                                                  |                                                          | 5 V ± 5%                                                 | 0 - 70 °C                                                | 0,8 W                                                    | 1,39 W                                                   |                                                          |                                                          | OEM                                                      |                                                          |
| AMD AM2901AXM                    | Dice                                                     |                                                          |                                                          | 4bitová                                                  |                                                          | 5 V ± 10%                                                | -55 - 125 °C                                             | 0,8 W                                                    | 1,54 W                                                   |                                                          |                                                          | OEM                                                      | Burn-in screening                                        |
| AMD AM2901BDC                    | 40 pinové keramické DIP (CDIP-40)                        | 9,36 mm2                                                 |                                                          | 4bitová                                                  | 14 MHz 16 MHz                                            | 5 V ± 5%                                                 | 0 - 70 °C                                                | 0,8 W                                                    | 1,39 W                                                   | 1978                                                     | Ion-omplanted micro-oxide processing                     | OEM                                                      |                                                          |
| AMD AM2901BDCB                   | 40 pinové keramické DIP (CDIP-40)                        |                                                          |                                                          | 4bitová                                                  | 14 MHz                                                   | 5 V ± 5%                                                 | 0 - 70 °C                                                | 0,8 W                                                    | 1,39 W                                                   | 1978                                                     | Ion-omplanted micro-oxide processing                     | OEM                                                      | Burn-in screening                                        |
| AMD AM2901BDM                    | 40 pinové keramické DIP (CDIP-40)                        |                                                          |                                                          | 4bitová                                                  | 11 MHz                                                   | 5 V ± 10%                                                | -55 - 125 °C                                             | 0,8 W                                                    | 1,54 W                                                   | 1978                                                     | Ion-omplanted micro-oxide processing                     | OEM                                                      | standard MIL-STD-883, Class C screening                  |
| AMD AM2901BDMB                   | 40 pinové keramické DIP (CDIP-40)                        |                                                          |                                                          | 4bitová                                                  | 11 MHz                                                   | 5 V ± 10%                                                | -55 - 125 °C                                             | 0,8 W                                                    | 1,54 W                                                   | 1978                                                     | Ion-omplanted micro-oxide processing                     | OEM                                                      | standard MIL-STD-883, Class C screening                  |
| AMD AM2901BFM                    | 42 pinové flatpack                                       |                                                          |                                                          | 4bitová                                                  | 11 MHz                                                   | 5 V ± 10%                                                | -55 - 125 °C                                             | 0,8 W                                                    | 1,54 W                                                   | 1978                                                     | Ion-omplanted micro-oxide processing                     | OEM                                                      | standard MIL-STD-883, Class C screening                  |
| AMD AM2901BFMB                   | 42 pinové flatpack                                       |                                                          |                                                          | 4bitová                                                  | 11 MHz                                                   | 5 V ± 10%                                                | -55 - 125 °C                                             | 0,8 W                                                    | 1,54 W                                                   | 1978                                                     | Ion-omplanted micro-oxide processing                     | OEM                                                      | standard MIL-STD-883, Class C screening                  |
| AMD AM2901BPC                    | 40 pinové plastové DIP (PDIP-40)                         | 9,65 mm2                                                 | 2,97 × 3,25 mm                                           | 4bitová                                                  | 14 MHz                                                   | 5 V ± 5%                                                 | 0 - 70 °C                                                | 0,8 W                                                    | 1,39 W                                                   | 1978                                                     | Ion-omplanted micro-oxide processing                     | OEM                                                      |                                                          |
| AMD AM2901BPC-B (AMD AM2901BPCB) | 40 pinové plastové DIP (PDIP-40)                         | 9,36 mm2                                                 |                                                          | 4bitová                                                  | 14 MHz 16 MHz                                            | 5 V ± 5%                                                 | 0 - 70 °C                                                | 0,8 W                                                    | 1,39 W                                                   | 1978                                                     | Ion-omplanted micro-oxide processing                     | OEM                                                      | Burn-in screening                                        |
| AMD AM2901BXC                    | Dice                                                     |                                                          |                                                          | 4bitová                                                  | 14 MHz                                                   | 5 V ± 5%                                                 | 0 - 70 °C                                                | 0,8 W                                                    | 1,39 W                                                   | 1978                                                     | Ion-omplanted micro-oxide processing                     | OEM                                                      |                                                          |
| AMD AM2901BXM                    | Dice                                                     |                                                          |                                                          | 4bitová                                                  | 11 MHz                                                   | 5 V ± 10%                                                | -55 - 125 °C                                             | 0,8 W                                                    | 1,54 W                                                   | 1978                                                     | Ion-omplanted micro-oxide processing                     | OEM                                                      |                                                          |
| AMD AM2901C/BQA                  | 40 pinové keramické DIP (CDIP-40)                        |                                                          |                                                          |                                                          |                                                          |                                                          |                                                          |                                                          |                                                          |                                                          |                                                          |                                                          |                                                          |
| AMD AM2901CDC                    | 40 pinové keramické DIP (CDIP-40)                        |                                                          |                                                          | 4bitová                                                  | 32 MHz                                                   | 5 V ± 5%                                                 | 0 - 70 °C                                                |                                                          | 1,39 W                                                   | 1981                                                     | Ion-omplanted micro-oxide processing                     | OEM                                                      |                                                          |
| AMD AM2901CDCB                   | 40 pinové keramické DIP (CDIP-40)                        |                                                          |                                                          | 4bitová                                                  | 32 MHz                                                   | 5 V ± 5%                                                 | 0 - 70 °C                                                |                                                          | 1,39 W                                                   | 1981                                                     | Ion-omplanted micro-oxide processing                     | OEM                                                      |                                                          |
| AMD AM2901CDMB                   | 40 pinové keramické DIP (CDIP-40)                        |                                                          |                                                          | 4bitová                                                  | 31 MHz                                                   | 5 V ± 10%                                                | -55 - 125 °C                                             |                                                          | 1,54 W                                                   | 1981                                                     | Ion-omplanted micro-oxide processing                     | OEM                                                      |                                                          |
| AMD AM2901CFMB                   | 42 pinové flatpack                                       |                                                          |                                                          | 4bitová                                                  | 31 MHz                                                   | 5 V ± 10%                                                | -55 - 125 °C                                             |                                                          | 1,54 W                                                   | 1981                                                     | Ion-omplanted micro-oxide processing                     | OEM                                                      |                                                          |
| AMD AM2901CLC                    | 44 pinové keramické LCC                                  |                                                          |                                                          | 4bitová                                                  | 32 MHz                                                   | 5 V ± 5%                                                 | 0 - 70 °C                                                |                                                          | 1,39 W                                                   | 1981                                                     | Ion-omplanted micro-oxide processing                     | OEM                                                      |                                                          |
| AMD AM2901CLMB                   | 44 pinové keramické LCC                                  |                                                          |                                                          | 4bitová                                                  | 31 MHz                                                   | 5 V ± 10%                                                | -55 - 125 °C                                             |                                                          | 1,54 W                                                   | 1981                                                     | Ion-omplanted micro-oxide processing                     | OEM                                                      | Burn-in screening                                        |
| AMD AM2901CPC                    | 40 pinové plastové DIP (PDIP-40)                         |                                                          |                                                          | 4bitová                                                  | 32 MHz                                                   | 5 V                                                      |                                                          |                                                          |                                                          |                                                          |                                                          |                                                          |                                                          |
| AMD AM2901CXC                    | Dice                                                     |                                                          |                                                          | 4bitová                                                  | 32 MHz                                                   | 5 V ± 5%                                                 | 0 - 70 °C                                                |                                                          | 1,39 W                                                   | 1981                                                     | Ion-omplanted micro-oxide processing                     | OEM                                                      |                                                          |
| AMD AM2901CXM                    | Dice                                                     |                                                          |                                                          | 4bitová                                                  | 31 MHz                                                   | 5 V ± 10%                                                | -55 - 125 °C                                             |                                                          | 1,54 W                                                   | 1981                                                     | Ion-omplanted micro-oxide processing                     | OEM                                                      |                                                          |
| AMD QM2901A-2D1 (AMD AM2901CDC)  | 40 pinové keramické DIC                                  |                                                          |                                                          |                                                          |                                                          |                                                          |                                                          |                                                          |                                                          |                                                          |                                                          |                                                          |                                                          |
| Model                            | Pouzdro                                                  | Plocha                                                   | Rozměry                                                  | Datová sběrnice                                          | Frekvence                                                | Napájení                                                 | Teploty                                                  | Průměrná                                                 | Maximální                                                | Vydáno                                                   | Typ výrobního procesu                                    | Trh                                                      | Poznámka                                                 |
| Model                            | Pouzdro                                                  | Plocha                                                   | Rozměry                                                  | Datová sběrnice                                          | Frekvence                                                | Napájení                                                 | Teploty                                                  | Spotřeba                                                 |                                                          | Vydáno                                                   | Typ výrobního procesu                                    | Trh                                                      | Poznámka                                                 |

#### AMD Am2902
| Řada:         | AMD Am2902                                   | AMD Am2902 | AMD Am2902 | AMD Am2902      | AMD Am2902 | AMD Am2902 | AMD Am2902 | AMD Am2902 | AMD Am2902 | AMD Am2902 | AMD Am2902            | AMD Am2902 | AMD Am2902 |
| Model         | Pouzdro                                      | Plocha     | Rozměry    | Datová sběrnice | Frekvence  | Napájení   | Teploty    | Spotřeba   | Spotřeba   | Vydáno     | Typ výrobního procesu | Trh        | Poznámka   |
| Model         | Pouzdro                                      | Plocha     | Rozměry    | Datová sběrnice | Frekvence  | Napájení   | Teploty    | Průměrná   | Maximální  | Vydáno     | Typ výrobního procesu | Trh        | Poznámka   |
| ------------- | -------------------------------------------- | ---------- | ---------- | --------------- | ---------- | ---------- | ---------- | ---------- | ---------- | ---------- | --------------------- | ---------- | ---------- |
| AMD AM2902APC | 16 pinové plastové side-brazed DIP (PDIP-16) |            |            | 4bitová         |            | 5 V        |            |            |            |            |                       |            |            |

#### AMD Am2903
| Řada:          | AMD Am2903                                    | AMD Am2903 | AMD Am2903 | AMD Am2903      | AMD Am2903 | AMD Am2903 | AMD Am2903   | AMD Am2903 | AMD Am2903 | AMD Am2903 | AMD Am2903                    | AMD Am2903 | AMD Am2903        |
| Model          | Pouzdro                                       | Plocha     | Rozměry    | Datová sběrnice | Frekvence  | Napájení   | Teploty      | Spotřeba   | Spotřeba   | Vydáno     | Typ výrobního procesu         | Trh        | Poznámka          |
| Model          | Pouzdro                                       | Plocha     | Rozměry    | Datová sběrnice | Frekvence  | Napájení   | Teploty      | Průměrná   | Maximální  | Vydáno     | Typ výrobního procesu         | Trh        | Poznámka          |
| -------------- | --------------------------------------------- | ---------- | ---------- | --------------- | ---------- | ---------- | ------------ | ---------- | ---------- | ---------- | ----------------------------- | ---------- | ----------------- |
| AMD AM2903DC   | 48 pinové keramické side-brazed DIP (CDIP-48) |            |            | 4bitová         |            | 5 V        | 0 - 70 °C    |            |            |            |                               | OEM        |                   |
| AMD AM2903DMB  | 48 pinové keramické side-brazed DIP (CDIP-48) |            |            | 4bitová         |            | 5 V        | -55 - 125 °C |            |            |            |                               | OEM        | Burn-in screening |
| AMD AM2903ADC  | 48 pinové keramické side-brazed DIP (CDIP-48) |            |            | 4bitová         |            | 5 V ± 5%   | 0 - 70 °C    | 1,1 W      | 1,75 W     |            | Low power Schottky technology | OEM        |                   |
| AMD AM2903ADCB | 48 pinové keramické side-brazed DIP (CDIP-48) |            |            | 4bitová         | 16 MHz     | 5 V ± 5%   | 0 - 70 °C    | 1,1 W      | 1,75 W     |            | Low power Schottky technology | OEM        | Burn-in screening |
| AMD AM2903ADMB | 48 pinové keramické side-brazed DIP (CDIP-48) |            |            | 4bitová         |            | 5 V ± 10%  | -55 - 125 °C | 1,1 W      | 1,975 W    |            | Low power Schottky technology | OEM        | Burn-in screening |
| AMD AM2903AFMB | 48 pinové keramické side-brazed DIP (CDIP-48) |            |            | 4bitová         |            | 5 V ± 10%  | -55 - 125 °C | 1,1 W      | 1,975 W    |            | Low power Schottky technology | OEM        | Burn-in screening |
| AMD AM2903ALC  | 52 pinové keramické LCC                       |            |            | 4bitová         |            | 5 V ± 5%   | 0 - 70 °C    | 1,1 W      | 1,75 W     |            | Low power Schottky technology | OEM        |                   |
| AMD AM2903ALMB | 52 pinové keramické LCC                       |            |            | 4bitová         |            | 5 V ± 10%  | -55 - 125 °C | 1,1 W      | 1,975 W    |            | Low power Schottky technology | OEM        | Burn-in screening |
| AMD AM2903AXC  | Dice                                          |            |            | 4bitová         |            | 5 V ± 5%   | 0 - 70 °C    | 1,1 W      | 1,75 W     |            | Low power Schottky technology | OEM        |                   |
| AMD AM2903AXM  | Dice                                          |            |            | 4bitová         |            | 5 V ± 10%  | -55 - 125 °C | 1,1 W      | 1,975 W    |            | Low power Schottky technology | OEM        |                   |

#### AMD Am2910
| Řada:                        | AMD Am2910                        | AMD Am2910 | AMD Am2910 | AMD Am2910      | AMD Am2910 | AMD Am2910 | AMD Am2910 | AMD Am2910 | AMD Am2910 | AMD Am2910 | AMD Am2910            | AMD Am2910      | AMD Am2910 | AMD Am2910        |
| Model                        | Pouzdro                           | Plocha     | Rozměry    | Datová sběrnice | Frekvence  | Napájení   | Teploty    | Spotřeba   | Spotřeba   | Vydáno     | Typ výrobního procesu | Typ tranzistorů | Trh        | Poznámka          |
| Model                        | Pouzdro                           | Plocha     | Rozměry    | Datová sběrnice | Frekvence  | Napájení   | Teploty    | Průměrná   | Maximální  | Vydáno     | Typ výrobního procesu | Typ tranzistorů | Trh        | Poznámka          |
| ---------------------------- | --------------------------------- | ---------- | ---------- | --------------- | ---------- | ---------- | ---------- | ---------- | ---------- | ---------- | --------------------- | --------------- | ---------- | ----------------- |
| AMD AM2910DC (AMD 1820-2378) | 40 pinové keramické DIP (CDIP-40) |            |            |                 |            |            |            |            |            |            |                       |                 |            |                   |
| AMD AM2910ADC                | 40 pinové keramické DIP (CDIP-40) |            |            |                 |            |            |            |            |            |            |                       | HCMOS           |            |                   |
| AMD AM2910ADCB               | 40 pinové keramické DIP (CDIP-40) |            |            |                 |            |            |            |            |            |            |                       |                 |            | Burn-in screening |
| AMD AM2910ADMB               | 40 pinové keramické DIP (CDIP-40) |            |            |                 |            |            |            |            |            |            |                       |                 |            | Burn-in screening |
| AMD AM2910AFMB               |                                   |            |            |                 |            |            |            |            |            |            |                       |                 |            |                   |
| AMD AM2910ALC                |                                   |            |            |                 |            |            |            |            |            |            |                       |                 |            |                   |
| AMD AM2910ALMB               |                                   |            |            |                 |            |            |            |            |            |            |                       |                 |            |                   |
| AMD AM2910APC                | 40 pinové plastové DIP (PDIP-40)  |            |            |                 |            |            |            |            |            |            |                       |                 |            |                   |
| AMD AM2910AXC                |                                   |            |            |                 |            |            |            |            |            |            |                       |                 |            |                   |
| AMD AM2910AXM                |                                   |            |            |                 |            |            |            |            |            |            |                       |                 |            |                   |

#### AMD Am2911
| Řada:        | AMD Am2911                        | AMD Am2911 | AMD Am2911 | AMD Am2911      | AMD Am2911 | AMD Am2911 | AMD Am2911 | AMD Am2911 | AMD Am2911 | AMD Am2911 | AMD Am2911            | AMD Am2911 | AMD Am2911 |
| Model        | Pouzdro                           | Plocha     | Rozměry    | Datová sběrnice | Frekvence  | Napájení   | Teploty    | Spotřeba   | Spotřeba   | Vydáno     | Typ výrobního procesu | Trh        | Poznámka   |
| Model        | Pouzdro                           | Plocha     | Rozměry    | Datová sběrnice | Frekvence  | Napájení   | Teploty    | Průměrná   | Maximální  | Vydáno     | Typ výrobního procesu | Trh        | Poznámka   |
| ------------ | --------------------------------- | ---------- | ---------- | --------------- | ---------- | ---------- | ---------- | ---------- | ---------- | ---------- | --------------------- | ---------- | ---------- |
| AMD AM2911DC | 20 pinové keramické DIP (CDIP-20) |            |            |                 |            |            |            |            |            |            |                       |            |            |

## Podrobně modely

### Am2901
- Am2901[1]
  - Rozměry čip: 4,2418 × 5,0292 mm (0.167″ × 0.198″)
  - Plocha čipu: 21,333 mm2
  - Rychlost mezi nožičkami G a P: 80 ns

- Am2901A[1]
  - Rychlejší a menší revize čipu Am2901
  - Rozměry čip: 3,3528 × 3,7846 mm (0.132″ × 0.149″)
  - Plocha čipu: 12,689 mm2
  - Rychlost mezi nožičkami G a P: 65 ns

- Am2901B[1]
  - Rychlejší a menší revize čipu Am2901A
  - Rozměry čip: 2,9718 × 3,2512 mm (0.117″ × 0.128″)
  - Plocha čipu: 9,662 mm2
  - Rychlost mezi nožičkami G a P: 45 ns

## Počítače používající obvody řady Am2900
K počítačům, které používaly obvody řady Am2900 patří:
- Rodina počítačů Apollo Computer: DN460, DN660 a DSP160 používala jednotnou systémovou desku emulující instrukční sadu Motorola 68010.[65]
- Počítač Advanced Technology Airborne Computer (ATAC) firmy Itek používal ve svém Attitude and Articulation Control Computer System pro sondu Galileo a v některých letadlech Vojenského námořnictva Spojených států amerických procesor se 16 registry o šířce 16 bitů vytvořených z 4bitových řezů řady 2900. Do ATAC pro Galileo byly přidány čtyři speciální instrukce; některé čipy byly později nahrazeny obvody 2900 odolnými proti radiaci.[66]
- Počítače Data General Nova 4 používaly pro svůj 16bitový procesor čtyři obvody ALU Am2901; jedna z desek obsahovala 15 aritmeticko-logických jednotek Am2901.[67]
- Digital Equipment Corporation (DEC) PDP-11 modely PDP-11/23, PDP-11/34 a PDP-11/44 floating-point options (FPF11, FP11-A, případně FP11-F).[68][69]
- Hewlett-Packard (nyní Keysight) 1000 A-series model A600 používal čtyři AM2901 ALU ve svých 16bitových procesorech.[70]
- Počítač Xerox Dandelion používaný v Lispových strojích Xerox Star a Xerox 1108.[71]
- Několik modelů minipočítačů řady GEC 4000: 4060, 4150, 4160 (po čtyřech obvodech Am2901 pro 16bitovou ALU) a 4090 a všechny systémy 418x a 419x (po 18 Am2901, 32bitový celočíselná ALU nebo 8bitový exponent, 64bitová ALU pro operace v pohyblivé řádové čárce s dvojnásobnou přesností).[72]
- Model DEC KS10 počítače PDP-10.[73]
- P-machine procesor pro UCSD Pascal, který vytvořil Joel McCormack v NCR.
- Několik počítačů MAI Basic Four.[74]
- Grafický počítač Tektronix 4052.
- Sovětský klon PDP-11, SM-1420, používal kopie obvodů řady Am2901 vyrobených v SSSR[75] (pravděpodobně použito i jiných typech).[76]
- Československé klony PDP-11 a VAX vyráběné v Závodech výpočtovej techniky, konkrétně SM 50/50 (1982)[77], SM 52/11 (1983)[78], PP-04 (1985)[79], SM 52/12 (1985)[80], M 16-22 (1987)[81]
- Počítač Lilith, který vytvořil Niklaus Wirth na ETH Zürich.
- Herní počítače firmy Atari s vektorovým monitorem pro Tempest, Battlezone a Red Baron používaly na svých pomocných deskách „math box“ 4 obvody Am2901.
- Herní počítače firmy Atari s rastrovým grafickým systémem I, Robot, první komerční hra s vyplňovanými mnohoúhelníky,[82] obsahoval matematický procesor vytvořený ze čtyř 4bitových řezů AMD 2901.[83]
- Pixar Image Computer obsahuje 4 Chaps (Channel Processors), každý se 4 obvody Am2900.
- Typografická pracovní stanice a sázecí stroj Simulation Excel (Sim-X) vyráběný v norském Oslo: jeden ze čtyř procesorů byl 16bitový procesor pro výpočty a transformace řízený mikrokódem vytvořený ze čtyř řezů 2901 a sekvenceru adres z řady 2910. Počítač Sim-X používal 16bitovou celočíselnou násobičku pro optimalizaci grafických transformací.[84] Počítač byl uveden na trh v roce 1983; společnost ukončila činnost v roce 1987.
- Eventide H949 Harmonizer; pro generování adres a referenčních napětí pro systém DAC byly použity čtyři Am2901 čipy a několik PROM s mikrokódem (obvody 2901 nesloužily pro zpracování zvuku).
- Mnoho počítačů Siemens Teleperm a S5 PLCs používaných pro řízení výroby používalo obvody řady 2900.
- Procesor AT&T 3B20D.[85]
- Grafické systémy řady Metheus / Barco Omega 400 a 500; v procesoru displeje byly použity čtyři Am2901 čipy (a 8 kusů PROM s mikrokódem) pro provádění grafických operací.
- Geac Computer Corporation 2000, 6000, 8000 a 9000 používaly 4 x AM2901 čipy. Počítač GEAC 9500 používal obvody Am29101. Počítače GEAC 2000 byly používány v lékárnách. Ostatní modely byly používány v knihovnách, bankách a v pojišťovnictví. Počítač 2000 byl jednoprocesorový, počítače 6000 a 8000 obsahovaly čtyři procesory, z nichž jeden byl vyhrazen pro zpracování programu, další pro obsluhu komunikačních portů a diskových a magnetopáskových jednotek. Počítač 8000 měl lokální paměť procesoru, zatímco 6000 ne. Počítače 9000 a 9500 byly asymentrické multiprocesorové systémy s až 8 procesorovými moduly.
- AES Data Systems C20 Multiuser Word Processors. Firma AES of Montreal zkonstruovala řadu modulů a systémů, které používaly vlastní řezové procesory AES-800. Systém obsahoval 8, 12 a 16bitové sběrnice.
- Pozdější verze počítače Ferranti Argus 700 např. 700F a 700G používaly obvody AM2901, obvody této řady byly použity i v některých kanálových řadičích řady A700 např. pro pevné a pružné disky.
- Minipočítač  High Level Hardware Limited Orion umožňující uživatelské změny mikrokódu provozovaný s operačním systémem Unix.[86]